# Anisakidose

Lebenszyklus von Anisakis simplex

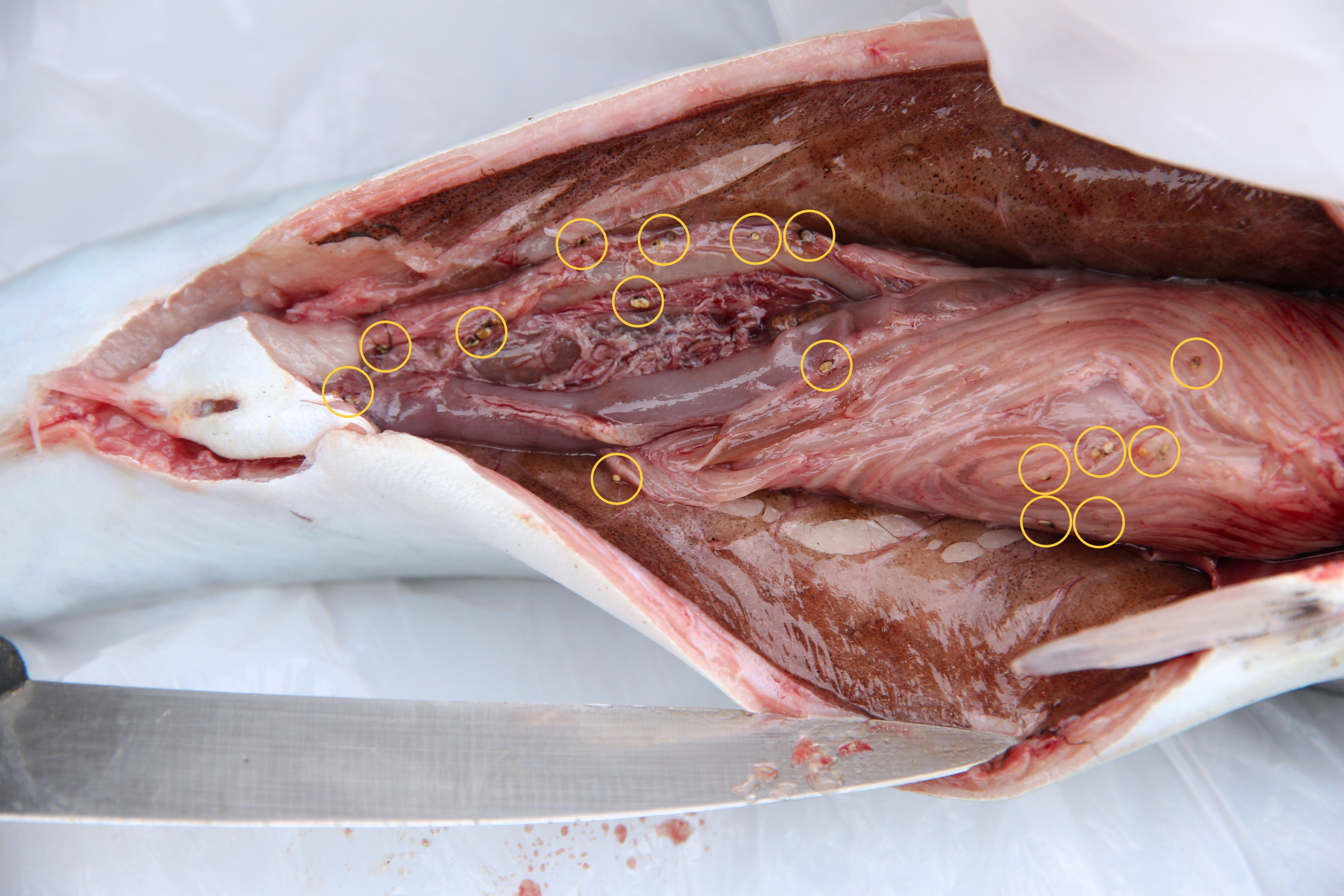
Anisakis-Nematoden in Makrelen

Anisakidose oder Anisakidosis ist eine Krankheit, die durch die Fadenwürmer  der Familie Anisakidae verursacht wird. Wenn die Anisakidose durch Anisakis simplex verursacht wird, spricht man auch von einer Anisakiasis. Fische sind Stapelwirt dieser Parasiten. Der Fadenwurm wird über rohen, beispielsweise Sushi oder Matjes, oder ungenügend gegarten Fisch übertragen. Die Prävalenz bei Heringen liegt bei rund 70 %, weshalb die Erkrankung im Deutschen auch als Heringswurmkrankheit bezeichnet wird.

## Epidemiologie und Krankheitsentstehung
Jährlich erkranken weltweit etwa 20.000 Menschen, vor allem an den Meeresküsten Europas und Asiens, wobei vermutlich eine hohe Dunkelziffer besteht. Häufigster Auslöser ist Anisakis simplex, aber auch Pseudoterranova decipiens und Contracaecum- Arten können diese Erkrankung auslösen.
Als Endwirt für Anisakidae fungieren vor allem Meeressäugetiere. Sie scheiden die Eier mit dem Kot aus und die daraus schlüpfende Larve wird von Kleinkrebsen aufgenommen, diese werden wiederum direkt oder indirekt über Kopffüßer von Fischen gefressen. Die 20 bis 30 mm langen Larven sitzen in Knötchen an der Oberfläche von Organen, vor allem die von Anisakis simplex auch in der Muskulatur, weshalb er der häufigste Erreger ist. Der Mensch steckt sich durch den Verzehr von rohen Fischen oder Kopffüßern an. Eine kurzzeitige Erhitzung über 70 °C oder ein Durchfrieren über 24 Stunden bei −20 °C tötet die Larven sicher ab.
Die krankheitsauslösende Wirkung der Larven beruht auf zwei Mechanismen: direkter Gewebsschaden und allergische Reaktionen. Es können sich Granulome in der Submucosa mit eosinophilen Infiltraten (Eosinophiles Granulom), Ödeme im Bereich der Verletzungen durch die Larven. Im Darm werden Abszesse oder eosinophile Infiltrate beobachtet. Im Bereich der verkapselten Larven in der Darmwand kann es schlimmstenfalls auch zur Entstehung von Darmkrebs kommen. Eine Weiterentwicklung der Larven zu den Adulten findet im Zufallswirt Mensch nicht statt. Die Larven können im menschlichen Körper zwei bis drei Wochen überleben.

## Krankheitsverlauf
Eine Anisakidose kann asymptomatisch, akut / subakut oder chronisch verlaufen.
Die ersten Symptome sind ein Fremdkörpergefühl zwischen den Zähnen, eine verstopfte Nase und Halskribbeln. Sieben bis zwölf Stunden nach der Infektion kommen Oberbauchbeschwerden, Übelkeit, Aufstoßen, Husten, Schluckstörungen und Erbrechen dazu. Letzteres kann bei Magengeschwüren blutig sein. In 95 % der Fälle wandert die Larve durch die Magenschleimhaut und es dominieren Oberbauchbeschwerden bis zum Absterben oder der chirurgischen Entfernung der Larven. Darmbeschwerden können nach 36 Stunden auftreten. Sie sind durch starke Blähungen und Bauchschmerzen gekennzeichnet. Schlimmstenfalls kann ein  Darmverschluss auftreten.
Bei mehrfachen Kontakt mit den Parasiten kann es zu allergischen Reaktionen kommen. Von den 28 bekannten Anisakis-Allergenen ist eines hitzestabil, werden also durch Erhitzen nicht deaktiviert. Es kann zu Angioödema, Blutdruckabfall, Bronchospasmen, einem anaphylaktischen Schock oder Asthma kommen oder bestehende allergische Erkrankungen wie Asthma oder eine allergische Dermatitis können sich verschlechtern.
Manchmal treten in der Akutphase gar keine Beschwerden auf und die Wurmknötchen in der Darmwand bereiten erst nach mehreren Wochen Darmbeschwerden. Dies macht es meist unmöglich, eine entsprechende Diagnose zu stellen, da sich selbst die Patienten meist gar nicht mehr an die Fischmahlzeit erinnern.
Differentialdiagnostisch kommen zahlreiche andere Erkrankungen in Betracht: Appendizitis, Magengeschwür, Tumoren, Cholezystitis, Peritonitis, Morbus Crohn, Divertikulitis, Darminvagination, Darmverschluss anderer Ursache, andere Nahrungsmittelallergien sowie bakterielle, virale und andere parasitäre Darminfektionen. Die Diagnose kann am sichersten mittels Magenspiegelung gestellt werden. Ein CT kann die Entzündungsherde im Darm nachweisen.

## Behandlung
In der Frühphase können die Larven im Rahmen einer Magenspiegelung entfernt werden, so lange sie noch nicht durch die Magenschleimhaut gewandert sind. Ansonsten werden die Wurmgranulome, meist endoskopisch, aus der Darmwand entfernt. Eine medikamentelle Behandlung ist nicht etabliert.

## Vorbeugung
Temperaturen über 60 °C oder unter −20 °C überlebt der Erreger nicht. Eine Infektion lässt sich vermeiden, wenn der rohe Fisch eine Zeit lang schockgefroren oder in Salzlake eingelegt wird. Heringe müssen seit Inkrafttreten der Fischverordnung 1988 sofort ausgenommen werden, was das Einwandern der Larven in das Fischfleisch nach dem Tod des Fisches verhindert, und vor einer Weiterverarbeitung tiefgefroren werden.